# Isotachis aequlifoliata
Isotachis aequlifoliata là một loài rêu trong họ Balantiopsaceae. Loài này được Steph. mô tả khoa học đầu tiên năm 1916.